# .300 WSM
.300 Winchester Short Magnum ist eine Magnum-Patrone, die 2001 von Winchester eingeführt wurde. Im deutschen Nationalen Waffenregister (NWR) wird die Patrone unter Katalognummer 1691 mit der Bezeichnung .300 WSM (ohne Synonyme) aufgeführt.
Die .300 WSM ist wie ihre Schwestern, die .270 WSM und die 7 mm WSM, eine Patrone, deren Hülse auf dem Reißbrett entworfen wurde. Sie kommt ohne den typischen Gürtel der amerikanischen Magnum-Patronen aus, welche noch auf der Grundhülse der englischen .375 Holland & Holland basieren. Die WSM-Reihe folgt der Idee moderner Patronenkreationen, die sich durch kurze, voluminöse Hülsen mit einer geringen Verjüngung und einer steilen Schulter auszeichnen.
Die Patronen der WSM-Reihe können in Kurzsystemen verwendet werden, was eine geringere Gesamtlänge der Waffe ermöglicht. Durch den größeren Durchmesser der Hülse passen jedoch weniger Patronen ins Magazin. Die dicke Hülse und die steile Schulter sind außerdem nachteilig für die Zufuhr aus dem Magazin. Das Abbrandverhalten des Pulvers ist wegen der kompakteren Hülsengeometrie günstiger als bei der längeren .300 Winchester Magnum, was die Voraussetzung für eine optimale Präzision ist. Der hohe Maximalgasdruck von 4.400 Bar ermöglicht eine optimale Energieausbeute des eingesetzten Treibladungspulvers.
Die Patrone ist als Alternative bzw. Nachfolger der älteren .300 Winchester Magnum, einer typischen Gürtelpatrone mit langer Hülse, gedacht.